# Środa Śląska
Środa Śląska (en allemand Neumarkt in Schlesien) est une ville de Pologne. Elle est le chef-lieu d’un district (powiat) qui fait partie de la voïvodie de Basse-Silésie.

## Géographie
Środa Śląska se situe dans le Sud-Ouest de la Pologne, à 31 kilomètres à l’ouest de Wrocław, entre l’Oder et l’autoroute A4.

## Histoire

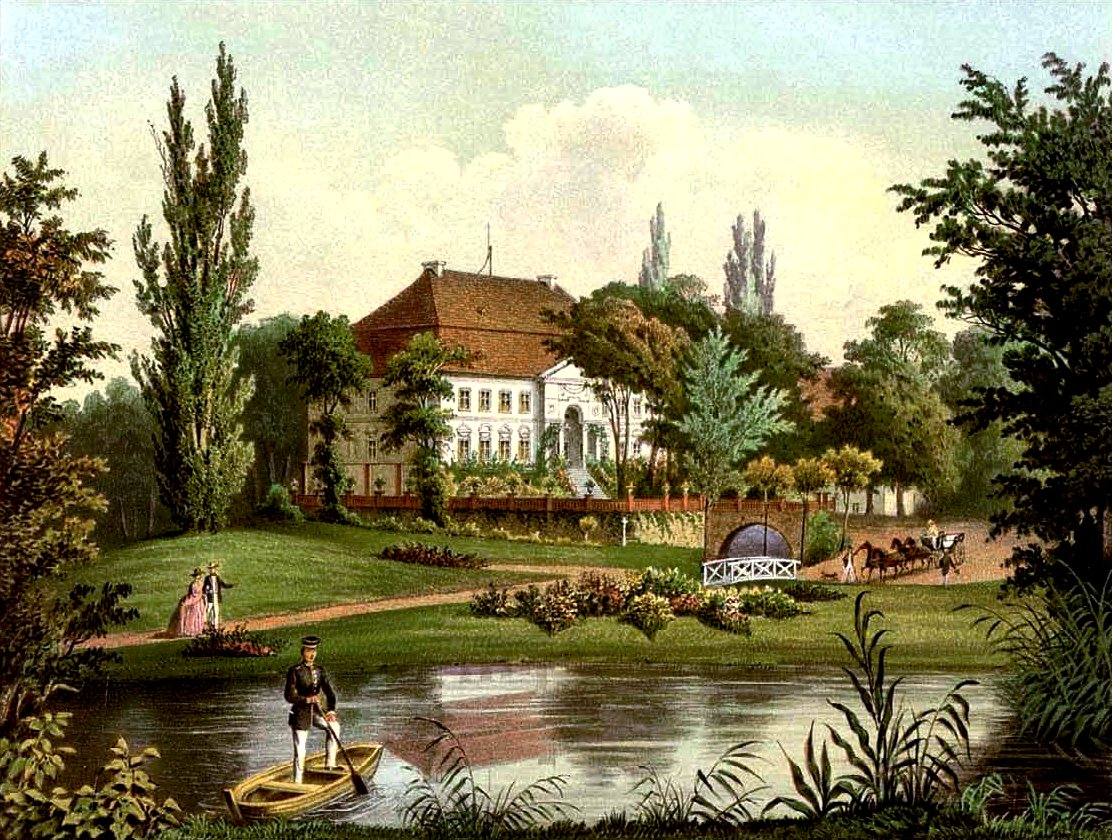
Palace Zieserwitz around 1860, Edition by Alexander Duncker

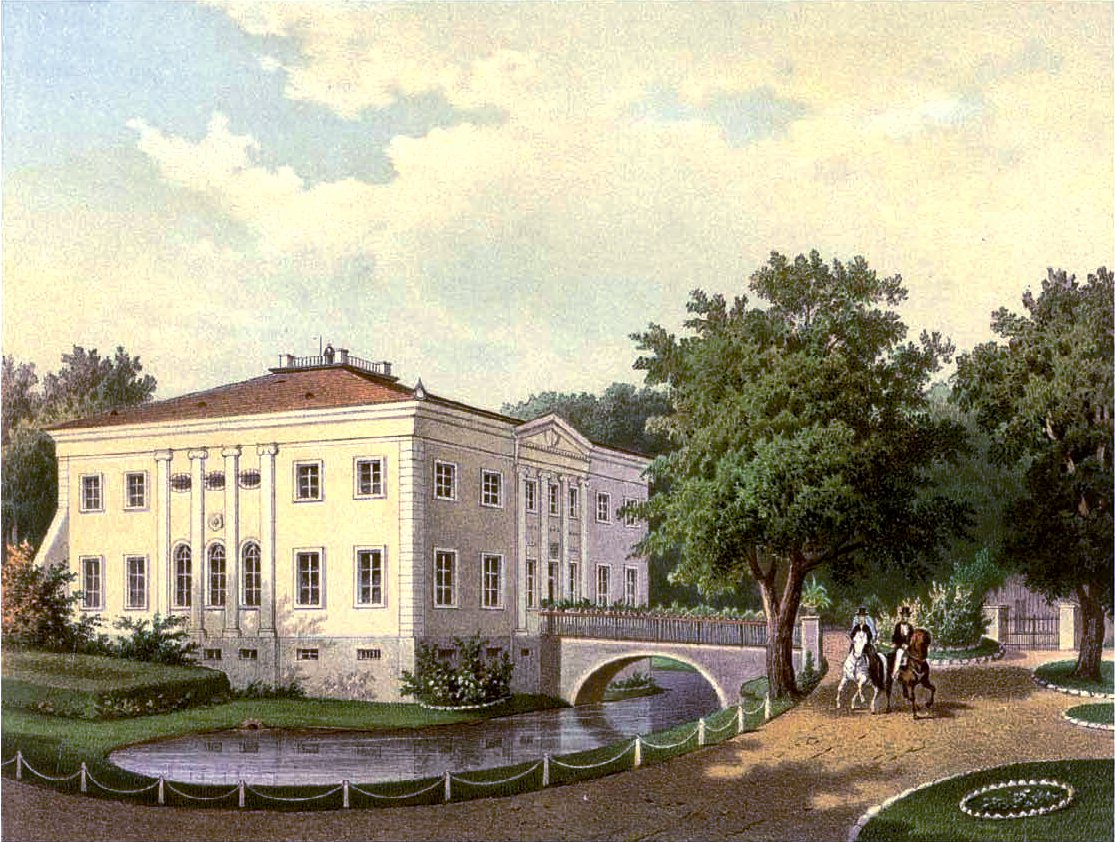
Palace Rackschütz around 1860, Edition by Alexander Duncker

Środa Śląska s’est développée grâce au commerce.
- Au XIIIe siècle ; La ville se trouve dans le duché de Wrocław. En 1210, Henri Ier le Barbu invite des colons allemands à s’y installer et accorde des privilèges (droit flamand). Ceux-ci baptisent la localité Neumarkt. En 1235, Środa Śląska reçoit des privilèges urbains plus importants (droit de Magdebourg). La ville occupe  alors une place centrale dans le commerce du sel en Silésie. En 1245, elle rejoint le duché de Legnica.
- Au XIIIe siècle et dans la première partie du XIVe siècle ; La ville abrite une léproserie.
- Au XIVe siècle ; La ville fait partie du duché de Świdnica. En 1392, elle est incorporée au royaume de Bohême. À l’époque, elle est un centre important de commerce et d’artisanat.
- À partir du XVe siècle ; La culture de la vigne se développe dans cette région et très vite, du vin et de la bière sont produits dans la ville.
- Au XVIe siècle ; La ville devient un des centres les plus importants de l’anabaptisme en Silésie. Środa Śląska est ravagée pendant la Guerre de Trente Ans (1618–1648).
- Au XVIIIe siècle ; Une manufacture de tabac apparait. En 1742, Środa Śląska est annexée par la Prusse.
- De 1816 à 1945, Neumarkt-en-Silésie fait partie de l'arrondissement de Neumarkt dans le district de Breslau au sein de la province de Silésie.
- Au XXe siècle ; En 1926, Środa Śląska est reliée au réseau ferroviaire. Le 9 février 1945, l’Armée rouge s’empare de la ville. Après la Seconde Guerre mondiale, Środa Śląska intègre la Pologne.

## Économie
La ville est un petit centre régional de services.
L’industrie y est aussi développée :
- industrie du bois (fabrication de meubles)
- industrie agroalimentaire (production de Coca-Cola)
- industrie textile (production de vêtements, industrie du cuir)
- production d’isolants thermiques

## Tourisme
- Monuments
  - église saint André de style roman tardif (fondée au XIIe siècle, reconstruite à la fin du XIIIe siècle et au XVIIe siècle) avec un presbytère gothique (1388)
  - église de la sainte Croix de style gothique (église des Franciscains, achevée au XVe siècle, reconstruite dans le style baroque par la suite)
  - église Notre-Dame de style roman (fondée en 1220 par Henri Ier le Barbu, reconstruite au XVIIe siècle)
  - anciens remparts (XIIIe siècle)
  - hôtel de ville de style gothique
- Musée régional et son trésor

## Personnalités
- Laurent Corvin, poète, humaniste, pédagogue, géographe

## Jumelage
Saterland (Allemagne)